# لیستر، کبک
لیستر (به فرانسوی: Lyster) شهری در منطقه شهری لرابل ناحیه سانتر-دو-کبک در استان کبک کانادا است. در سرشماری سال ۲۰۱۱ این شهر ۱٬۶۴۰ نفر جمعیت داشته‌است و مساحت آن ۱۶۲٫۳۵ کیلومتر مربع است.